# الحسین اوشلا
الحسین اوشلا (انگلیسی: El Houssaine Ouchla؛ زادهٔ ۱ دسامبر ۱۹۷۰) بازیکن فوتبال اهل مراکش بود.
از باشگاه‌هایی که در آن بازی کرده‌است می‌توان به باشگاه فوتبال ارتش سلطنتی مراکش و باشگاه فوتبال مغرب تطوان اشاره کرد.